# Expression (John Coltrane)
| Recensione                          | Giudizio |
| ----------------------------------- | -------- |
| The Rolling Stone Jazz Record Guide | [ 1 ]    |
| AllMusic                            | [ 2 ]    |
| The Penguin Guide to Jazz           | [ 3 ]    |

Expression è il 21º album discografico di John Coltrane, pubblicato nel 1967.

## Descrizione
Il disco, anche se verrà pubblicato postumo, è l'ultimo album pubblicato con l'approvazione e la supervisione dell'artista stesso. La title track è l'ultimo pezzo inciso in studio da Coltrane; gli altri brani presenti furono registrati all'incirca nello stesso periodo dell'album Interstellar Space (febbraio-marzo 1967) a pochi mesi dalla morte del sassofonista (luglio 1967). In To Be è possibile sentire Coltrane al flauto, l'unica registrazione completa nella quale il musicista abbia mai suonato tale strumento. Nella ristampa del 1993 venne aggiunta una bonus track, Number One.

## Tracce
Musiche di John Coltrane.
1. Ogunde – 3:36
2. To Be – 16:20
3. Offering – 8:25
4. Expression – 10:50

## Formazione
- John Coltrane - sassofono tenore, flauto
- Pharoah Sanders - flauto, ottavino, tamburello (solo traccia 2)
- Alice Coltrane - pianoforte
- Jimmy Garrison - contrabbasso
- Rashied Ali - batteria